# 带叶兜兰
带叶兜兰（学名：Paphiopedilum hirsutissimum）为兰科兜兰属下的一个种。